# Mikroregion Caracaraí

Mikroregion Caracaraí

Mikroregion Caracaraí – mikroregion w brazylijskim stanie Roraima należący do mezoregionu Sul de Roraima. Ma powierzchnię 74.009,0 km²

## Gminy
- Caracaraí
- Iracema
- Mucajaí